# 술냉이속
술냉이속(---屬, 학명: Bunias 부니아스[*])은 배추과의 단형 족인 술냉이족(---族, 학명: Buniadeae 부니아데아이[*])에 속하는 유일한 속이다.

## 하위 분류
- B. cochlearioides Murray
- B. erucago L.
- B. orientalis L.